# Trajectoires socio-économiques partagées

Les SSP cartographiés dans l'espace des défis à l'atténuation/adaptation

Les trajectoires socio-économiques partagées (en anglais, shared socioeconomic pathways ; SSP) sont des scénarios d'évolutions socio-économiques mondiales projetés jusqu'en 2100. Ils sont utilisés pour élaborer des scénarios d'émissions de gaz à effet de serre associés à différentes politiques climatiques.
Cinq scénarios sont envisagés :

Concentrations atmosphériques de CO₂ par SSP au cours du XXIe siècle (projetées par MAGICC6, un modèle climatique à complexité simple/réduite). Chaque point en pointillé représente une moyenne des valeurs simulées générées à partir de 6 modèles climatiques (AIM/CGE, GCAM4, IMAGE, MESSAGE-GLOBIOM, REMIND-MAGPIE, & WITCH-GLOBIOM).

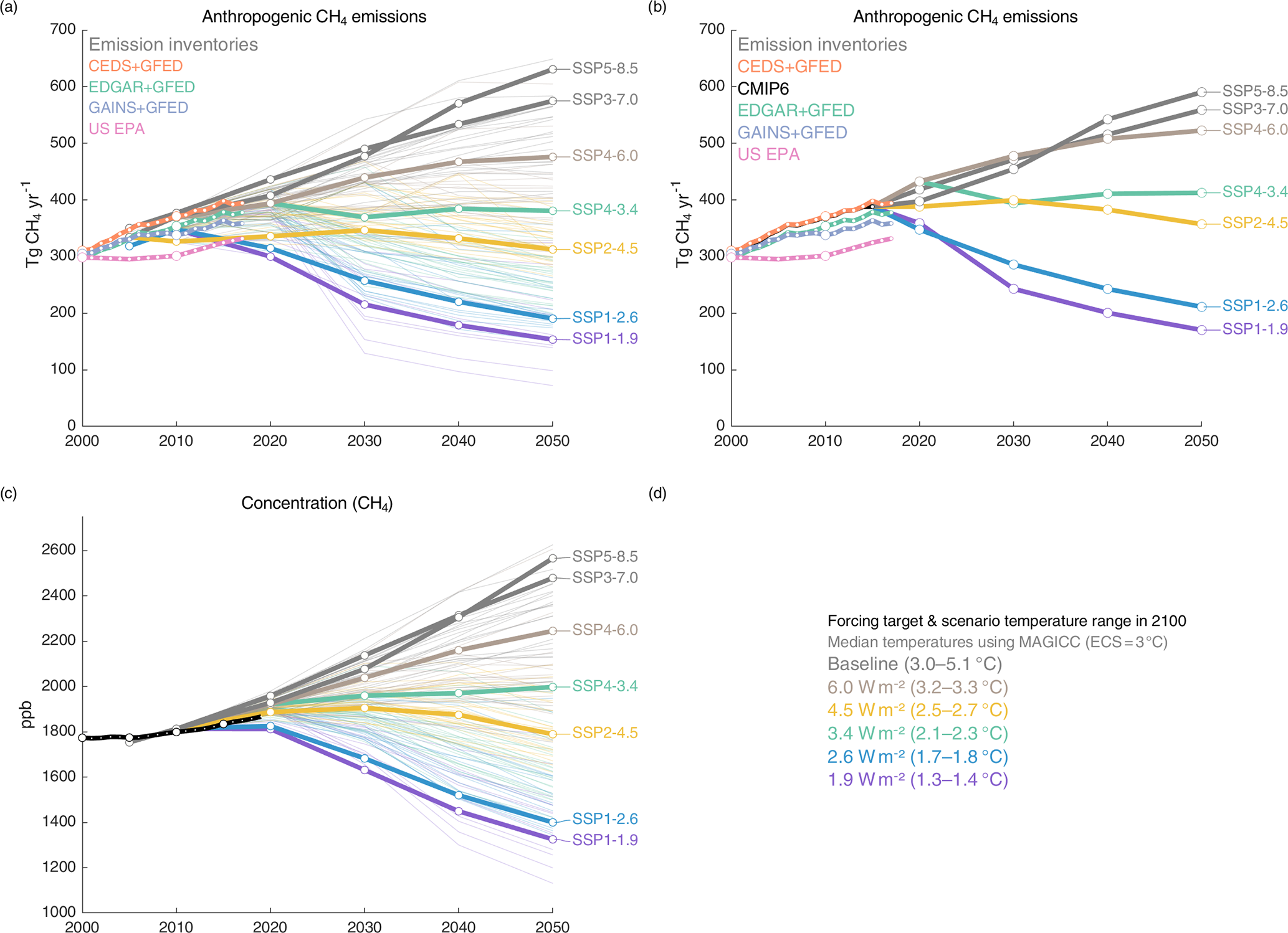
Projections d'émissions de méthane

- SSP1 : Durabilité (Prendre la route verte)
- SSP2 : Milieu de la route
- SSP3 : Rivalités régionales (Une route cahoteuse)
- SSP4 : Inégalités (Une route divisée)
- SSP5 : Développement alimenté par les combustibles fossiles (Prendre l'autoroute)[4]

Ils sont utilisés comme base de référence pour la rédaction du sixième rapport d'évaluation du GIEC sur le réchauffement climatique, publié en 2021 et 2022.
Les SSP fournissent des récits décrivant des différents types de développements socio-économiques. Ces scénarios sont une description qualitative de la logique reliant les éléments des récits les uns aux autres. En termes d'éléments quantitatifs, ils fournissent des données accompagnant les scénarios sur la population nationale, l'urbanisation et le PIB (par habitant). Les SSP peuvent être combinés avec divers modèles d'évaluation intégrée (IAM), pour explorer les voies futures possibles en ce qui concerne les voies socio-économiques et climatiques.

## Scénarios

### SSP1 : Durabilité (Prendre la route verte)
Le monde s'oriente progressivement, mais de manière généralisée, vers une voie plus durable, en mettant l'accent sur un développement plus inclusif qui respecte les limites environnementales perçues. La gestion des biens communs mondiaux s'améliore lentement, les investissements dans l'éducation et la santé accélèrent la transition démographique, et l'accent mis sur la croissance économique se transforme en un accent plus large sur le bien-être humain. Sous l'impulsion d'un engagement croissant en faveur de la réalisation des objectifs de développement, les inégalités se réduisent tant entre les pays qu'à l'intérieur de ceux-ci. La consommation est orientée vers une faible croissance matérielle et une moindre intensité en ressources et en énergie,.

### SSP2: Milieu de la route
Le monde suit une trajectoire dans laquelle les tendances sociales, économiques et technologiques ne s'écartent pas sensiblement des modèles historiques. Le développement et la croissance des revenus se déroulent de manière inégale, certains pays réalisant des progrès relativement importants tandis que d'autres ne répondent pas aux attentes. Les institutions mondiales et nationales travaillent à la réalisation des objectifs de développement durable, mais ne progressent que lentement. Les systèmes environnementaux se dégradent, bien qu'il y ait quelques améliorations et que, dans l'ensemble, l'intensité de l'utilisation des ressources et de l'énergie diminue. La croissance démographique mondiale est modérée et se stabilise dans la seconde moitié du siècle. L'inégalité des revenus persiste ou ne s'améliore que lentement et il reste des défis à relever pour réduire la vulnérabilité aux changements sociétaux et environnementaux,.

### SSP3: Rivalités régionales (Une route cahoteuse)
La résurgence du nationalisme, les préoccupations en matière de compétitivité et de sécurité et les conflits régionaux poussent les pays à se concentrer de plus en plus sur les questions nationales ou, tout au plus, régionales. Les politiques évoluent au fil du temps pour s'orienter de plus en plus vers les questions de sécurité nationale et régionale. Les pays se concentrent sur la réalisation d'objectifs de sécurité énergétique et alimentaire dans leur propre région, au détriment d'un développement plus large. Les investissements dans l'éducation et le développement technologique diminuent. Le développement économique est lent, la consommation est à forte intensité matérielle et les inégalités persistent ou s'aggravent avec le temps. La croissance démographique est faible dans les pays industrialisés et élevée dans les pays en développement. La faible priorité accordée par la communauté internationale aux problèmes environnementaux entraîne une forte dégradation de l'environnement dans certaines régions,.

### SSP4 : Inégalités (Une route divisée)
Des investissements très inégaux dans le capital humain, combinés à des disparités croissantes en termes d'opportunités économiques et de pouvoir politique, entraînent une augmentation des inégalités et de la stratification, tant entre les pays qu'au sein de ceux-ci. Au fil du temps, un fossé se creuse entre une société connectée à l'international qui contribue aux secteurs de l'économie mondiale à forte intensité de connaissances et de capital, et un ensemble fragmenté de sociétés à faible revenu et peu éduquées qui travaillent dans une économie à forte intensité de main-d'œuvre et de faible technologie. La cohésion sociale se dégrade et les conflits et troubles deviennent de plus en plus courants. Le développement technologique est élevé dans l'économie et les secteurs de haute technologie. Le secteur de l'énergie, connecté au monde entier, se diversifie, avec des investissements dans les combustibles à forte intensité de carbone comme le charbon et le pétrole non conventionnel, mais aussi dans les sources d'énergie à faible émission de carbone. Les politiques environnementales se concentrent sur les problèmes locaux dans les zones à revenus moyens et élevés,.

### SSP5 : Développement alimenté par les combustibles fossiles (Prendre l'autoroute)
Ce monde fait de plus en plus confiance aux marchés compétitifs, à l'innovation et aux sociétés participatives pour produire des progrès technologiques rapides et développer le capital humain comme voie vers le développement durable. Les marchés mondiaux sont de plus en plus intégrés. Il y a également de forts investissements dans la santé, l'éducation et les institutions pour améliorer le capital humain et social. Dans le même temps, la poussée du développement économique et social va de pair avec l'exploitation d'abondantes ressources en combustibles fossiles et l'adoption de modes de vie à forte intensité de ressources et d'énergie dans le monde entier. Tous ces facteurs entraînent une croissance rapide de l'économie mondiale, tandis que la population mondiale atteint un pic et décline au cours du XXIe siècle. Les problèmes environnementaux locaux, comme la pollution atmosphérique, sont gérés avec succès. On croit en la capacité de gérer efficacement les systèmes sociaux et écologiques, y compris par la géo-ingénierie si nécessaire,.

## Implications projetées des scénarios
Une étude réalisée en 2020 prévoit que les régions habitées par un tiers de la population humaine pourraient devenir aussi chaudes que les parties les plus chaudes du Sahara d'ici 50 ans sans changement des schémas de croissance démographique et sans migration, à moins que les émissions de gaz à effet de serre ne soient réduites. La température annuelle moyenne projetée de plus de 29 °C pour ces régions se situerait en dehors de la « niche de température humaine » – une fourchette suggérée pour le climat biologiquement adapté à l'homme sur la base des données historiques des températures annuelles moyennes (MAT) subies par des populations de densités variables par MAT depuis ~6 000 ans dans le monde - et les régions les plus touchées ont une faible capacité d'adaptation à partir de 2020,,,. La matrice suivante montre leurs projections pour les tailles des populations en dehors de la « niche de température humaine » – qui peuvent donc potentiellement chercher à émigrer hors de leurs régions – dans différents scénarios de changement climatique et les projections contemporaines de la croissance démographique pour 2070:
| Scénario démographique (SSP) | Croissance de la population mondiale (milliards) | Population mondiale (milliards) | Scénario climatique                                               | Scénario climatique                               | Scénario climatique                                               |
| Scénario démographique (SSP) | Croissance de la population mondiale (milliards) | Population mondiale (milliards) | RCP 2.6                                                           | RCP 4.5                                           | RCP 8.5                                                           |
| Scénario démographique (SSP) | Croissance de la population mondiale (milliards) | Population mondiale (milliards) | augmentation moyenne de la température mondiale prévue de ~1,5 °C | -                                                 | augmentation moyenne de la température mondiale prévue de ~3,2 °C |
| Scénario démographique (SSP) | Croissance de la population mondiale (milliards) | Population mondiale (milliards) | En dehors de la « niche climatique humaine » (md)                 | En dehors de la « niche climatique humaine » (md) | En dehors de la « niche climatique humaine » (md)                 |
| ---------------------------- | ------------------------------------------------ | ------------------------------- | ----------------------------------------------------------------- | ------------------------------------------------- | ----------------------------------------------------------------- |
| Croissance zéro              | 0,00                                             | 7,26                            | 1,06 ± 0,30                                                       | 1,62 ± 0,42                                       | 2,37 ± 0,43                                                       |
| SSP1                         | 0,98                                             | 8,24                            | 1,20 ± 0,34                                                       | 1,84 ± 0,48                                       | 2,69 ± 0,49                                                       |
| SSP2                         | 2,20                                             | 9,46                            | 1,38 ± 0,39                                                       | 2,12 ± 0,55                                       | 3,09 ± 0,56                                                       |
| SSP3                         | 3,88                                             | 11,14                           | 1,63 ± 0,46                                                       | 2,49 ± 0,65                                       | 3,64 ± 0,66                                                       |
| SSP4                         | 2,20                                             | 9,46                            | 1,38 ± 0,39                                                       | 2,12 ± 0,55                                       | 3,09 ± 0,56                                                       |
| SSP5                         | 1,21                                             | 8,47                            | 1,24 ± 0,35                                                       | 1,89 ± 0,49                                       | 2,76 ± 0,50                                                       |